# Résolution 743 du Conseil de sécurité des Nations unies
Membres permanents
- Chine
- États-Unis
- France
- Royaume-Uni
- Russie

Membres non permanents
- Autriche
- Belgique
- Cap-Vert
- Équateur
- Hongrie
- Inde
- Japon
- [[Fichier:|20x18px|border|Drapeau du Maroc|class=noviewer]] Maroc
- Venezuela
- Zimbabwe

Résolution no 742 Résolution no 744
La résolution 743 du Conseil de sécurité des Nations unies a été adoptée à l'unanimité le 21 février 1992. Après avoir réaffirmé les résolutions 713 (1991), 721 (1991), 724 (1991), 727 (1992) et 740 (1992), et considérant que la situation dans le pays république fédérative socialiste de Yougoslavie constitue une menace pour la paix et la stabilité internationales, le Conseil de sécurité a établi une mission de maintien de la paix dans le pays, connue sous le nom de Force de protection des Nations unies (FORPRONU), dans le but de parvenir à un règlement politique et pacifique de la situation dans la région.
Le Conseil a également décidé de déployer la Force de protection pour une période initiale de douze mois, précisant en outre que l'embargo sur les armes imposé à la Yougoslavie ne devrait pas s'appliquer aux armes et équipements militaires destinés à la FORPRONU. Il a demandé au secrétaire général Boutros Boutros-Ghali de prendre des mesures pour déployer cette Force dès que possible, sous réserve de l'approbation du conseil, y compris en établissant un budget qui sera en partie compensé par les parties yougoslaves, mais en notant que la FORPRONU est un arrangement provisoire. Le financement a été discuté lors de l'Assemblée générale du 19 mars 1992. La résolution lui demandait également de soumettre des rapports appropriés et au moins tous les six mois, le premier rapport étant attendu dans les deux mois sur les progrès réalisés dans la région.
La résolution 743 a également exhorté et exigé que toutes les parties de la région respectent le cessez-le-feu et garantissent la sécurité de la FORPRONU, appelant à nouveau les parties yougoslaves à coopérer avec la conférence sur la Yougoslavie. Elle a également demandé un soutien international à la Force, notamment en ce qui concerne le transit du personnel et du matériel.
L'effectif initial de la Force de protection des Nations unies, non autorisée en vertu du chapitre VII de la Charte des Nations unies, se composait d'environ 13 000 soldats, 100 observateurs militaires et 530 policiers. Il s'agissait de la deuxième plus grande opération de maintien de la paix des Nations unies de l'histoire, couvrant toute la Yougoslavie à l'exception de la Slovénie. Elle restera en place jusqu'à l'entrée en vigueur de l'accord de Dayton, le 20 décembre 1995. 

## Voir également
- Guerre de Bosnie-Herzégovine
- Guerre de Croatie
- Guerre de Slovénie
- Guerres de Yougoslavie